# Олайне
О́лайне (латыш. Olaineо файле; до 1919 года — Олай, нем. Olai) — город (с 1967 года) в Латвии, на реке Миса. Административный центр Олайнского края. Есть одноимённая железнодорожная станция. Население составляет 9908 жителей (2024 год).

## История
В XVII веке у излучины притока реки Мисы, где до наших дней сохранилось старое кладбище, построили церковь святого Олафа (нем. St. Olai kirche). Во время строительства в 1868 году железной дороги Рига — Митава (ныне Елгава) здесь была устроена станция, также названная Олай. В 1919 году, во время становления независимого Латвийского государства, название населённого пункта и станции изменено на нынешнее — Олайне.
В 1939 году в этих местах стала развиваться добыча торфа, и населённый пункт значительно вырос за счёт работников торфодобывающих артелей и завода торфяных брикетов.
В 1956 году в Олайне началось строительство новых предприятий. В 1959 году принято решение ликвидировать клеевую фабрику в Риге и перенести производство в Олайне. Также здесь решили построить завод по переработке пластмассы.
В 1963 году Олайне получило статус посёлка городского типа, а 20 февраля 1967 года территория в 332 гектара с 7000 жителей по решению Президиума Верховного Совета Латвийской ССР приобрела права города. Дату 20 февраля 1967 года олайнчане считают днём рождения города.
В 1960—1980-е годы происходит рост города. На полную мощность работают разные производства — завод по переработке пластмасс, завод химических реактивов, экспериментальный клеевой завод, в то же время идёт строительство фармацевтического завода. Кроме того, в Олайне работало единственное во всей Латвии учреждение по принудительному лечению от алкоголизма — Олайнский лечебно-трудовой профилакторий.
После 1991 года производство на больших предприятиях сократилось. При изменении политической и экономической ситуации быстро начал развиваться частный сектор. В 1991 году территория города Олайне была расширена вдвое, чтобы обеспечить жителей местами для индивидуальной застройки и зоной рекреации.

## Образование
В Олайне находятся две средние школы — с латышским и русским языками обучения:
- Олайнская средняя школа № 1 — с латышским языком обучения;
- Олайнская средняя школа № 2 — с русским языком обучения.

Также можно получить среднее профессиональное образование и высшее профессиональное образование первого уровня в Олайнском механико-технологическом колледже.

## Экономика
В Олайне находится одна из крупнейших фармацевтических компаний в Балтии — АО «Олайнфарм». Компания основана в 1972 году как государственное предприятие под названием «Олайнский химико-фармацевтический завод», основной целью которого было обеспечение фармацевтическими субстанциями и полупродуктами всех заводов Советского Союза, занимавшихся производством готовых лекарственных форм. В настоящее время на предприятии работают около 800 человек.

## Города-побратимы
- Карлскуга, Швеция
- Нарва, Эстония
- Аникщяй, Литва
- Рийхимяки, Финляндия
- Нова-Сажина, Польша